# José Miguel Vilar-Bou
José Miguel Vilar-Bou (Alfafar, Valencia, 5 de abril de 1979) es un periodista y escritor español especializado en literatura fantástica. Su obra, en la que ha cultivado igual la fantasía que el terror y la ciencia ficción, ha sido reconocida con diversos premios y menciones en concursos literarios; su novela Alarido de Dios fue finalista de los Premios Celsius en 2010, y su cuento "El laberinto de la araña" recibió en ese mismo año el Premio Nocte al mejor relato de terror en español.

## Biografía
Vilar-Bou ha vivido en Italia, Bélgica, Serbia y Londres. Como periodista, ha trabajado para diversas revistas y medios de comunicación, sobre todo en los campos de sucesos y actualidad social, abarcando temas como la posguerra en los Balcanes, el narcotráfico y los grupos violentos de ultraderecha. Trabajó en el diario El Mundo, en la edición de la Comunidad Valenciana, en la sección de sucesos y tribunales, lo que, afirma el escritor, marcó profundamente su literatura; también trabajó en el diario Levante y en el Diario de Valencia, en especial sobre temas sociales. Colaboró igualmente en la revista Babylon, de temática internacional, y en el programa Babylon Radio, de Radio Exterior de España, de RNE. También ha colaborado ocasionalmente en el diario El País. Entre 2015 y 2016 trabajó varios meses en la Agencia EFE, en Bruselas, y a partir de ese año es colaborador habitual de eldiario.es.

## Obra
Vilar-Bou ha publicado principalmente novelas y relatos, generalmente de corte fantástico. Estos han aparecido en diversas revistas y antologías, como Calabazas en el Trastero, EP3 y El Viajero (El País), Galaxia, Babylon Magazine, Historias asombrosas... Sus relatos han sido traducidos al inglés y al serbio.
Sobre su novela de fantasía Alarido de Dios afirmó el escritor José Ángel Mañas: «Irreverentemente anacrónico, brillante, bestialmente divertido, hasta profundo a ratos, José Miguel Vilar-Bou ha irrumpido como un bárbaro en el decadente reino de los herederos de Tolkien. Es el Bukowski de la fantasía patria, uno de los autores jóvenes que está dinamitando, con su lenguaje "kronenizado", las convenciones inmemoriales del género. Una delicia para los lectores malpensantes». Agustín Fernández Mallo, Emilio Bueso y Juan Miguel Aguilera han emitido asimismo juicios positivos sobre esta obra.
Sobre la novela de fantasía épica Los navegantes, «José Miguel Vilar-Bou ha tenido un exquisito cuidado en las palabras usadas para transportar al lector a una historia que es a veces cruda y desmoralizante como sólo puedo imaginar las que resultan de un enfrentamiento bélico, sin duda inspirados en parte por la experiencia del autor de cooperar durante ocho meses en centros colectivos de refugiados de guerra en Serbia, pero a veces también resulta, la historia, entrañablemente emotiva, potenciada precisamente por los terribles acontecimientos circundantes».
Eduardo Guillot ha opinado sobre su reportaje/libro de viajes Diario de un músico callejero: 
«Es, sobre todo, un testimonio directo y sincero, que puede ser de utilidad para quienes traten de seguir su camino». Sergio C. Fanjul explica el contenido del libro en On Madrid: «Diario de un músico callejero (Espuela de Plata) cuenta las aventuras y
desventuras de un músico en el Norte de Italia a finales de 2000. Incluye un manual
para que los principiantes sepan cómo afrontar la dureza (y belleza) de la calle. Vilar-Bou aprovecha para entrevistar a algunos artistas callejeros destacados». Sobre esta misma obra, Vicent Minguet escribió: «Es éste, pues, un relato de relatos, que en su devenir acierta a identificar la música como llave maestra, lugar de lugares, topos del ser, que abre el camino y permite experimentar todo tipo de catarsis y de encuentros enriquecedores e iniciáticos. Vilar-Bou ha redactado, además, una pequeña guía con todo tipo de consejos y sugerencias —un justo reflejo de la experiencia que puede ser de inestimable utilidad para todos aquellos y aquellas que hayan valorado la opción—, a la que añade entrevistas a músicos como Natalia Paruz o John MacPherson, verdaderos "maestros de la vida" que cambiaron el Carnegie Hall por las calles de Missisipi o el metro de Nueva York».
El libro de relatos fantásticos y de terror Cuentos inhumanos ha sido analizado por Alfonso Merelo en la revista ScifiWorld: «Con trazo urbano, socarrón, pero también súbitamente poético y dramático, José Miguel Vilar-Bou se confirma como una de las voces con personalidad dentro del panorama fantástico nacional».
En la Historia natural de los cuentos de miedo, debido a lo «expeditivo y certero» de su propuesta, el crítico José L. Fernández Arellano menciona como destacado su relato "La luz encendida", entre los de autores jóvenes del género de terror en España.
Recientemente Vilar-Bou ha intervenido, como seleccionador de textos, traductor y editor, en el proyecto de literatura infantil, con financiación por suscripción (crowdunding) y apoyado por el Ayuntamiento de Barcelona, titulado Contes que porta el vent.
En 2013 tradujo, en colaboración con Visnja Jovanovic, una novela del escritor serbio Srdjan Valjarevic: Lago de Como (Ed. Sloper, Palma de Mallorca, 2013).
Su penúltima actividad literaria ha consistido en la publicación, en colaboración con la ilustradora mexicana Alejandra Zúñiga, del libro infantil Rom y la ballena de los sueños, primer libro APP de la recién creada Belmontis Publishers, una editorial con vocación global y multicultural compuesta por escritores, ilustradores, informáticos, músicos, tipógrafos y editores de tres continentes. La idea del libro está inspirada en una leyenda gitana que Vilar-Bou conoció durante su estancia en Serbia.
En 2018 publicó en Amazon un libro de poesía: Puro ser. Más tarde este libro apareció en papel en la Editorial Canibaal de Valencia.

### Opiniones sobre literatura
Profesional con amplia experiencia, pese a su juventud, sobre la influencia del periodismo en su manera de escribir, Vilar-Bou afirmó en una entrevista: «El periodismo me ha permitido vivir en cinco países, meterme en lugares extraordinarios y conocer a personas increíbles. Además me ha enseñado a contar las historias con las palabras justas y exactas: sujeto, verbo y predicado. Las florituras no son para mí, a no ser que de veras le sirvan a la historia. Además, el periodismo y la literatura tienen el mismo motor: la curiosidad. Sin curiosidad uno no hace nada en la vida en general».
En su obra se aprecian dos facetas bien definidas y aparentemente contradictorias; grandes dosis de realismo, por un lado, y por otro una fantasía a veces desatada. Sobre síntesis tan difícil, afirmó en otra entrevista: «Cuando escribo fantasía me es imposible no introducir elementos realistas y cotidianos, mientras que cuando escribo literatura realista termino siempre por meter hechos fantásticos. Esto termina por crearme una especie de esquizofrenia artística. Me gusta transitar de lo más duro y real a lo más maravilloso».
Y acerca de la relación entre realismo, fantasía y su ámbito profesional: «Literatura y periodismo no son para mí compartimentos estancos. Uno se alimenta del otro. Para escribir necesito experiencias y el periodismo me las da. Mi trabajo me pone continuamente en contacto con el mundo. Si me quedara encerrado en casa no podría escribir una sola línea».

### Novelas
- Los navegantes (Grupo Ajec, 2007)
- Alarido de Dios (Equipo Sirius, Madrid, 2009)

### Libros de relatos
- La quietud que precede (Ed. Diputación de Badajoz, 2009)
- Cuentos inhumanos (Ed. Saco de huesos, Valladolid, 2010)

### Reportajes
- Diario de un músico callejero (Ed. Renacimiento - Espuela de Plata, Sevilla, 2013)

### Poesía
- Puro ser (Ebook en Amazon, 2018; Editorial Canibaal, 2021)

### Relatos en antologías
- revista Calabazas en el Trastero - Especial Barker, ed. Saco de Huesos, (Valladolid, 2012)
- antología Akasa-Puspa de Aguilera y Redal, ed. Sportula (2012): "El misterio de Rosetta"
- rev. Calabazas en el Trastero - Nº 2, ed. Saco de Huesos (2010)
- Aquelarre. Antología del cuento de terror español actual: "La luz encendida", ed. Salto de Página (Madrid, 2010). Autores: Alfredo Álamo, Matías Candeira, Santiago Eximeno, Cristina Fernández Cubas, David Jasso, José María Latorre, Alberto López Aroca, Lorenzo Luengo, Ángel Olgoso, Félix Palma, Pilar Pedraza, Juan José Plans, Miguel Puente, Marc R. Soto, Norberto Luis Romero, Care Santos, José Carlos Somoza, José María Tamparillas, David Torres, José Miguel Vilar-Bou y Marian Womack.[20]
- rev. Grádina, Serbia (2010): "La quietud que precede"
- Melocotón Mecánico (2009): "El laberinto reflejado"
- rev. Calabazas en el trastero (2009): "El laberinto de la araña"
- Antología 7/8, Equipo Sirius (2009): "El final de la pesadilla"
- rev. Babylon (2009): "Amante óvalo"
- rev. Grádina, Serbia (2008): "Todas las canciones de amor"
- rev. Historias Asombrosas (2008): "El hombre borrado"
- rev. Historias Asombrosas (2008): "El amo invisible"
- diario El País, suplemento El Viajero (2008): "Fantasmas"
- antología King Kong Solidario, Planeta de Agostini (2008): "Rey Kong"
- antología Visiones (2006): "El dios reflejado en el espejo"
- diario El País, suplemento EP3 (2006): "El Diablo me dijo"
- rev. Galaxia (2004): "Vidas de piedra"

## Premios
- Finalista del premio Ignotus a la mejor novela por Los navegantes (2008).[21]
- "Premio Nocte" al mejor relato de terror en español, por "El laberinto de la araña" (2010).[2]
- Finalista del premio Ignotus a la mejor novela por Alarido de Dios (2010).[22]
- Finalista del "Premio Celsius" de la Semana Negra de Gijón, a la mejor novela fantástica en español, por Alarido de Dios (2010).[7]
- Finalista del "Premio Xatafi-Cyberdark", a la mejor novela fantástica en español, por Alarido de Dios (2010).[23]
- "Premio Nosferatu" al cuento más votado por los lectores de la antología Calabazas en el Trastero, por "El laberinto de la araña" (2009).[24]
- Finalista del "Concurso Irreverentes" de novela (2009).[25]
- Segundo premio en el "Concurso de Cuentos Ilustrados" de la Diputación de Badajoz, por "La quietud que precede" (2009).[26][27]
- Ganador del "Concurso de relatos de La Semana del Estudiante", del CEU (2002).